# セーチェーニ温泉
セーチェーニ温泉（-おんせん、洪:Széchenyi gyógyfürdő）とは、ハンガリー共和国ブダペスト県ブダペスト市14区にあるヨーロッパ最大の温泉である。名称はセーチェーニ・イシュトヴァーンの名を取って命名された。

## 歴史
1913年にバロック・リヴァイヴァル建築で建立された。建築当時は私営であり、蒸し風呂は別浴であったが、其の他の場所では混浴であった。1927年に拡張されると、3つの露天風呂と15の屋内風呂に分かれた。この頃には1つの泉からの供給では水量が足りなくなり始めた。1938年の第2回拡張によって第2の泉が発見された。現在の大風呂はこの2つの泉からの水が混ざっている。

## 成分
温泉の成分としては硫酸塩、カルシウム,、マグネシウム、炭酸水素塩、フッ化物等が含まれる。
効能としては、脊椎等に効果を呈する。
現在でも温泉の水は74℃と77℃の2つの泉から供給されている。

## 価格
タオルや水着は現地で借りる事ができる。また週末及び休日の料金は平日よりも高い。
ちなみに2014年11月現在の料金は4100~フォリントである。

## 地理
この温泉はヴァーロシュリゲット内に存在する。最寄り駅は、ブダペスト地下鉄1号線のセーチェニ温泉駅である。

## 画像

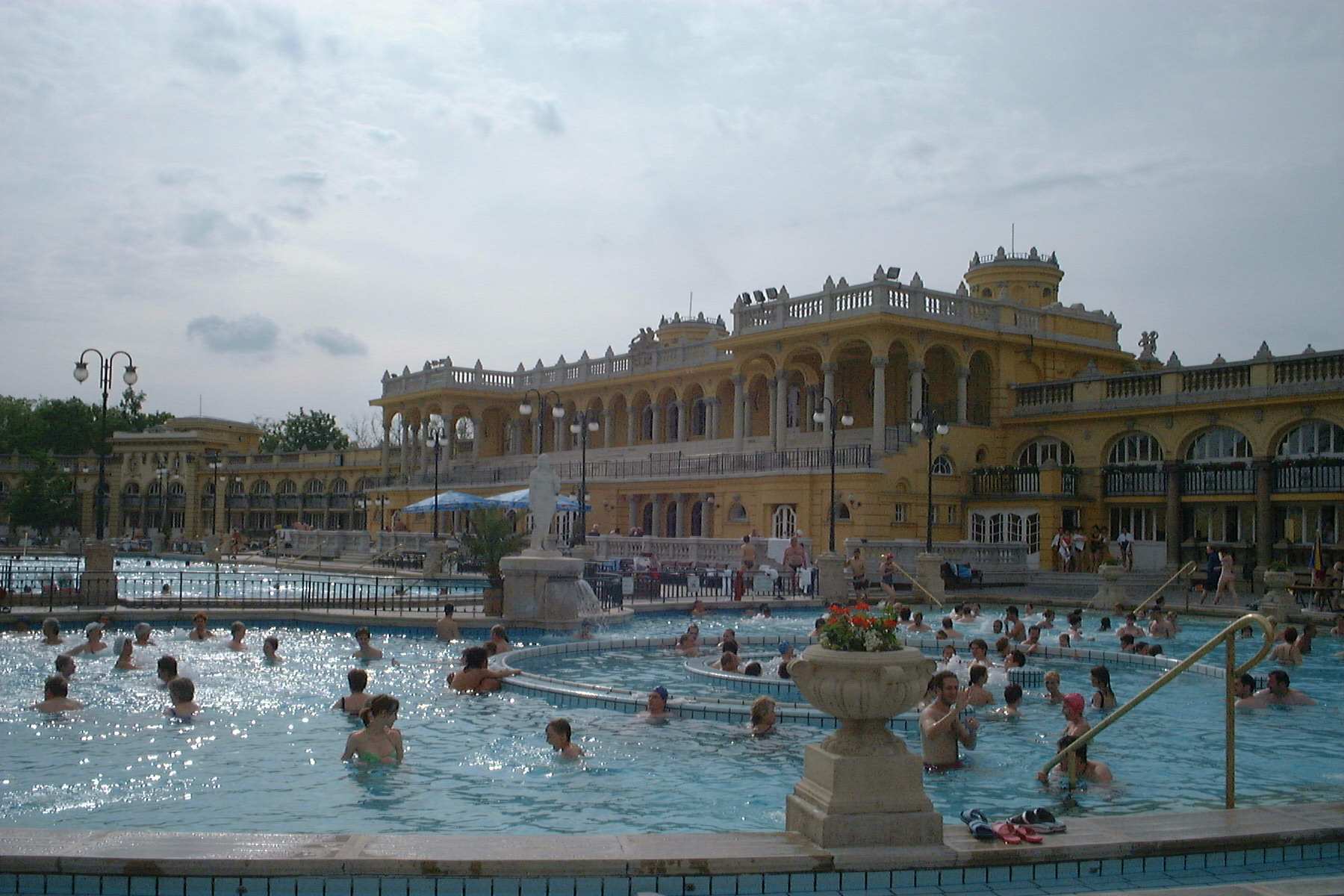
日中の温泉
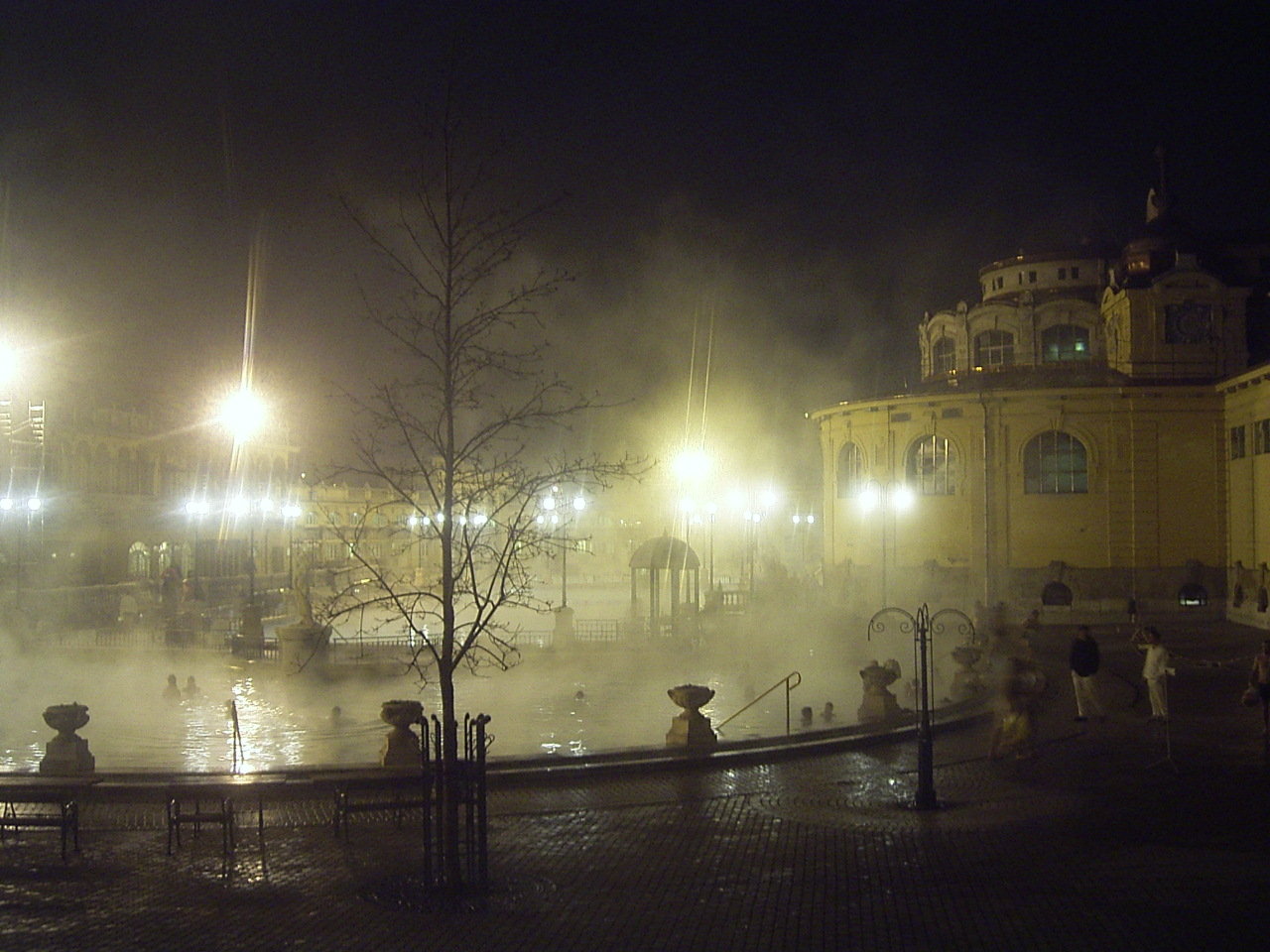
夜間の温泉
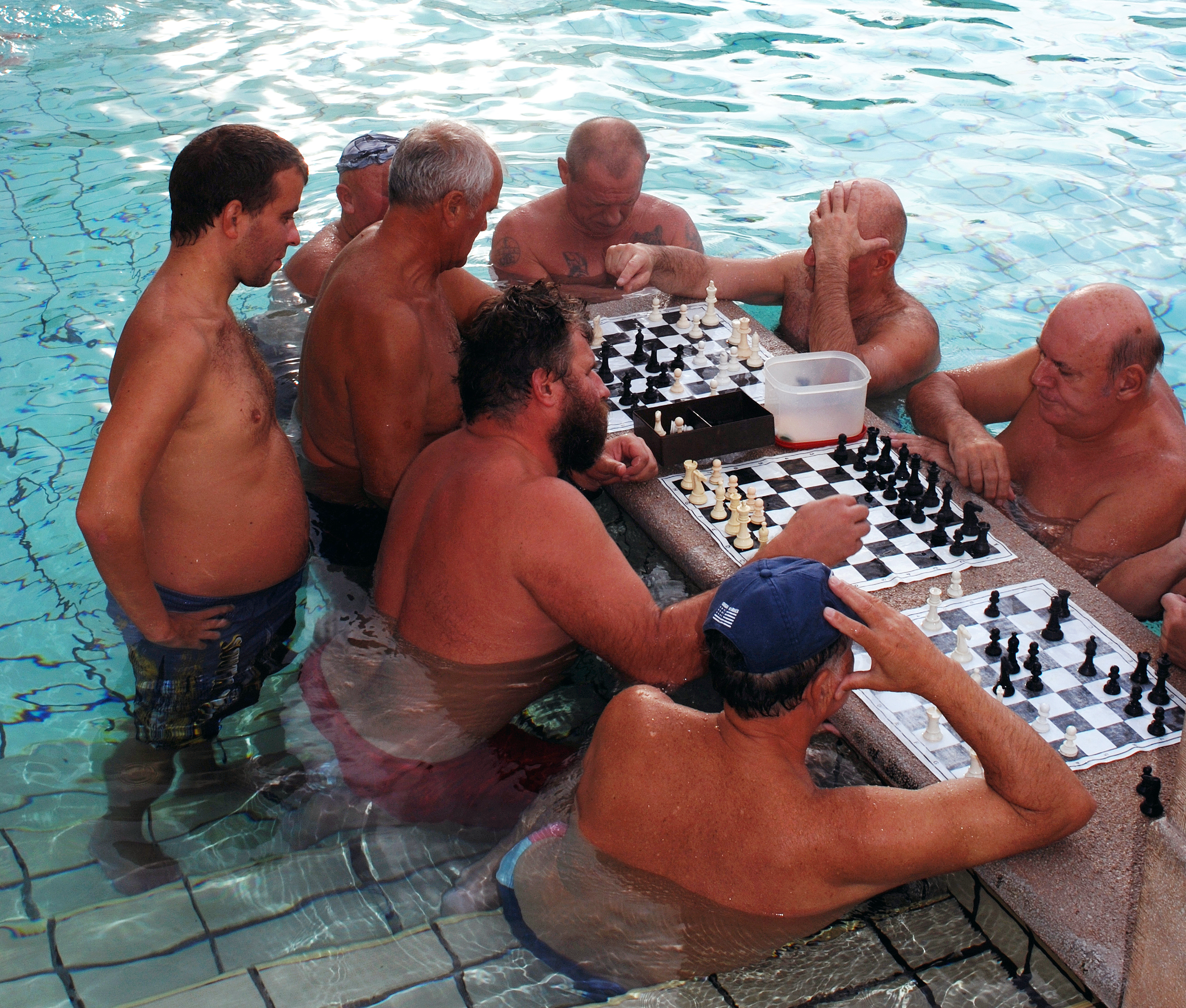
温泉内でのチェス
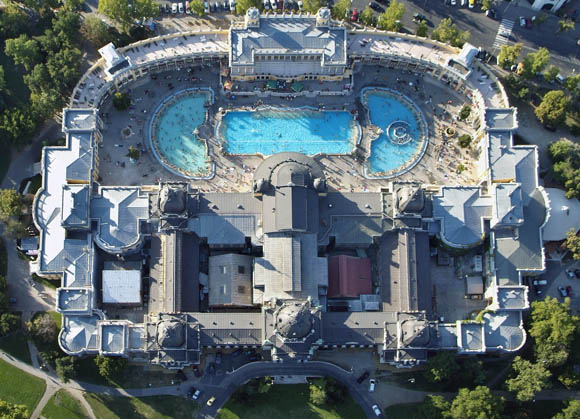
上空からの温泉
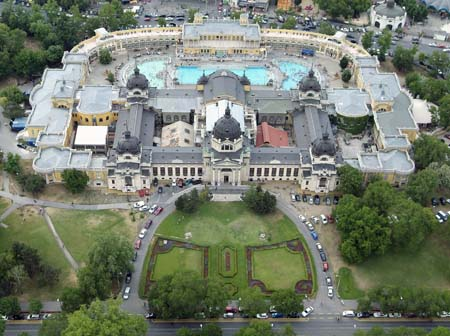
温泉俯瞰
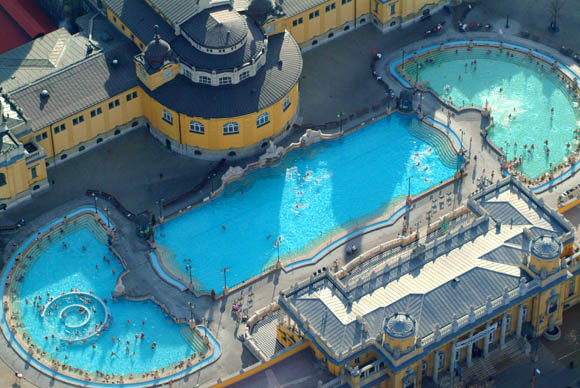
温泉部分俯瞰
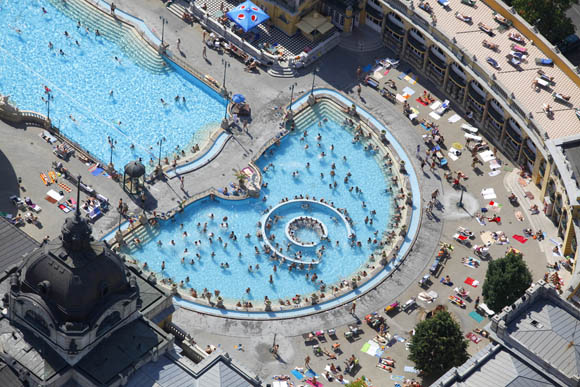
正面左奥部俯瞰
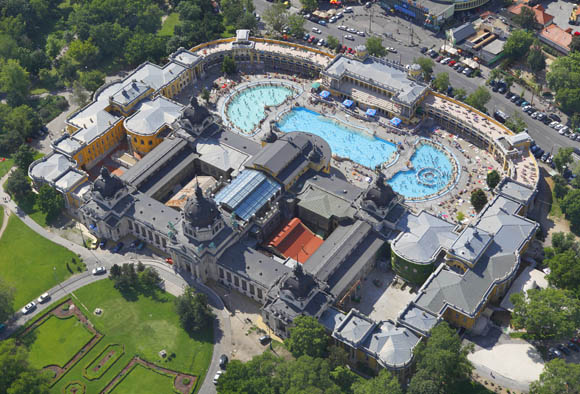
温泉左手前側からの俯瞰